# Локомотиви БДЖ серия 51.000

## В БДЖ
Доставката на локомотивите серия 51.000 за БДЖ започва през 1965 г. Строени са в унгарската фабрика „Ganz-Mavag“ – Budapest и имат заводско означение DVM-2. Преди това (1962 г.) са доставяни за МК „Кремиковци“. През 1963 г. БДЖ вземат за пробна експлоатация една от тези машини (експл. № ДЕ 60 – 01), която впоследствие е закупена и получава номер 51 – 01. През 1966 г. се получават първите 10 локомотива за БДЖ (номера 51 – 02 до 51 – 11), които веднага започват да заместват парните машини в маневрената работа в софийския жп възел. Част от локомотивите поемат и влаковете София – Банкя, София – Лакатник и др. След първата доставка следват още три – всяка година до 1968 г., като едновременно с това продължават и доставките за промишлеността със серия ДЕ. След 1970 г. е решено и локомотивите за промишлеността да се означават със серия 51. На новопроизведените още в завода се поставят новите табели (от 108 до 136), а вече доставените се преномерират в България без определен ред с номера от 150 до 186 (№ 162 и № 169 са изпуснати). Така в поредните номера на серията има празнини (от 73 до 107 и от 137 до 149). След 1968 г. БДЖ получава 6 броя от доставените за промишлени предприятия (със серия ДЕ) и са закупени още 2 машини. Общо доставените в България локомотиви серия 51 са 136 броя. От тях 75 са в БДЖ (4 в предприятия от системата на железниците). След приватизацията на тези предприятия тези машини са отчислени от парка на БДЖ.
В движение са 4 локомотива серия 51, които се използват за маневрена работа в района на жп възел София и жп възел Русе.

## Експлоатационни и фабрични данни за локомотивите[1]
| Експлоатационен номер | Експлоатационен номер | Експлоатационен номер | фабр. №/ година | Бележки                                                                                       |
| промишлен №           | доставен              | от 1988 г.            | фабр. №/ година | Бележки                                                                                       |
| --------------------- | --------------------- | --------------------- | --------------- | --------------------------------------------------------------------------------------------- |
| ДЕ 60 – 01            | 51 – 01               | 51 001.6              | 615/1962        | В музея на транспорта от 1999 г.                                                              |
|                       | 51 – 02               | 51 002.4              | 1036/1965       | Бракуван 1996 г.                                                                              |
|                       | 51 – 03               | 51 003.2              | 1037/1965       | Бракуван 1994 г.                                                                              |
|                       | 51 – 04               | 51 004.0              | 1038/1965       | Бракуван 1994 г.                                                                              |
|                       | 51 – 05               | 51 005.7              | 1039/1965       | Бракуван 1997 г.                                                                              |
|                       | 51 – 06               | 51 006.5              | 1040/1965       | На ВРЗ-Левски бракуван 1997 г.                                                                |
|                       | 51 – 07               | 51 007.3              | 1041/1965       | Бракуван 1994 г.                                                                              |
|                       | 51 – 08               | 51 008.1              | 1042/1965       | от 2012 г. с № 98 52 0051 008 – 1                                                             |
|                       | 51 – 09               | 51 009.9              | 1043/1965       |                                                                                               |
|                       | 51 – 10               | 51 010.7              | 1044/1965       | На РВП 1966 г. отново в БДЖ 1999 г. от 2012 г. с № 98 52 0051 010 – 7                         |
|                       | 51 – 11               | 51 011.5              | 1045/1965       | Бракуван 1994 г.                                                                              |
|                       | 51 – 12               | 51 012.3              | 1072/1966       | На ВРЗ-Левски 1980 г.                                                                         |
|                       | 51 – 13               | 51 013.1              | 1073/1966       | Бракуван 1996 г.                                                                              |
|                       | 51 – 14               | 51 014.9              | 1074/1966       | Бракуван 1994 г.                                                                              |
|                       | 51 – 15               | 51 015.6              | 1075/1966       | Бракуван 2002 г.                                                                              |
|                       | 51 – 16               | 51 016.4              | 1076/1966       | Бракуван 2002 г.                                                                              |
|                       | 51 – 17               | 51 017.2              | 1077/1966       | Бракуван 1994 г.                                                                              |
|                       | 51 – 18               | 51 018.0              | 1078/1966       | Бракуван 1992 г.                                                                              |
|                       | 51 – 19               | 51 019.8              | 1079/1966       | Бракуван 1996 г.                                                                              |
|                       | 51 – 20               | 51 020.6              | 1080/1966       | Бракуван 2002 г.                                                                              |
|                       | 51 – 21               | 51 021.4              | 1081/1966       | от 2012 г. с номер 98 52 0051 021 – 4                                                         |
|                       | 51 – 22               | 51 022.2              | 1082/1966       | Бракуван 2002 г.                                                                              |
|                       | 51 – 23               | 51 023.0              | 1083/1966       | Бракуван 1996 г.                                                                              |
|                       | 51 – 24               | 51 024.8              | 1084/1966       | Бракуван 1996 г.                                                                              |
|                       | 51 – 25               | 51 025.5              | 1085/1966       | Бракуван 1989 г.                                                                              |
|                       | 51 – 26               | 51 026.3              | 1086/1966       | Бракуван 1989 г.                                                                              |
|                       | 51 – 27               | 51 027.1              | 1097/1966       | Бракуван 1996 г.                                                                              |
|                       | 51 – 28               | 51 028.9              | 1098/1966       | Бракуван 1994 г.                                                                              |
|                       | 51 – 29               | 51 029.7              | 1099/1966       | Бракуван 1996 г.                                                                              |
|                       | 51 – 30               | 51 030.5              | 1100/1966       | Бракуван 1996 г.                                                                              |
|                       | 51 – 31               | 51 031.3              | 1101/1966       | Бракуван 2002 г.                                                                              |
|                       | 51 – 32               | 51 032.7              | 1102/1966       | Бракуван 2002 г.                                                                              |
|                       | 51 – 33               | 51 033.9              | 1103/1966       | Бракуван 1990 г.                                                                              |
|                       | 51 – 34               | 51 034.7              | 1104/1966       | Бракуван 1996 г.                                                                              |
|                       | 51 – 35               | 51 035.4              | 1031/1966       | Бракуван 1994 г.                                                                              |
|                       | 51 – 36               | 51 036.2              | 1032/1966       | Бракуван 1992 г.                                                                              |
|                       | 51 – 37               | 51 037.0              | 1108/1967       | Бракуван 1994 г.                                                                              |
|                       | 51 – 38               | 51 038.8              | 1109/1967       | Бракуван 1994 г.                                                                              |
|                       | 51 – 39               | 51 039.6              | 1110/1967       | Бракуван 1996 г.                                                                              |
|                       | 51 – 40               | 51 040.4              | 1111/1967       | Бракуван 1994 г.                                                                              |
|                       | 51 – 41               | 51 041.2              | 1112/1967       | Бракуван 1994 г.                                                                              |
|                       | 51 – 42               | 51 042.0              | 1113/1967       | Бракуван 1994 г.                                                                              |
|                       | 51 – 43               | 51 043.8              | 1114/1967       | Бракуван 1994 г.                                                                              |
|                       | 51 – 44               | 51 044.6              | 1115/1967       | Бракуван 1994 г.                                                                              |
|                       | 51 – 45               | 51 045.3              | 1116/1967       | Бракуван 2002 г.                                                                              |
|                       | 51 – 46               | 51 046.1              | 1117/1967       | Бракуван 1997 г.                                                                              |
|                       | 51 – 47               | 51 047.9              | 1118/1967       |                                                                                               |
|                       | 51 – 48               | 51 048.7              | 1119/1967       |                                                                                               |
|                       | 51 – 49               | 51 049.5              | 1170/1967       | от 2012 г. с номер 98 52 0051 049 – 5                                                         |
|                       | 51 – 50               | 51 050.3              | 1171/1967       | Бракуван 1994 г.                                                                              |
|                       | 51 – 51               | 51 051.1              | 1172/1967       | Бракуван 1996 г.                                                                              |
|                       | 51 – 52               | 51 052.9              | 1283/1968       |                                                                                               |
|                       | 51 – 53               | 51 053.7              | 1335/1968       | Бракуван 1996 г.                                                                              |
|                       | 51 – 54               | 51 054.5              | 1336/1968       | Бракуван 1996 г.                                                                              |
|                       | 51 – 55               | 51 055.2              | 1337/1968       | Бракуван 1996 г.                                                                              |
|                       | 51 – 56               | 51 056.0              | 1338/1968       | Бракуван 1996 г.                                                                              |
|                       | 51 – 57               | 51 057.8              | 1339/1968       | Бракуван 2002 г.                                                                              |
|                       | 51 – 58               | 51 058.6              | 1340/1968       | Бракуван 1996 г.                                                                              |
|                       | 51 – 59               | 51 059.4              | 1341/1968       |                                                                                               |
|                       | 51 – 60               | 51 060.2              | 1342/1968       | Бракуван 2002 г.                                                                              |
|                       | 51 – 61               | 51 061.0              | 1346/1968       | от 2012 г. с номер 98 52 0051 061 – 0                                                         |
|                       | 51 – 62               | 51 062.8              | 1347/1968       | Бракуван 1996 г.                                                                              |
|                       | 51 – 63               | 51 063.6              | 1348/1968       | Бракуван 2002 г.                                                                              |
|                       | 51 – 64               | 51 064.4              | 1349/1968       | Бракуван 1994 г.                                                                              |
|                       | 51 – 65               | 51 065.1              | 1350/1968       | Бракуван 1994 г.                                                                              |
|                       | 51 – 66               | 51 066.9              | 1351/1968       | Бракуван 1994 г.                                                                              |
| ДЕ 60 – 19            | 51 – 67               | 51 067.7              | 1215/1967       | Бракуван 1997 г.                                                                              |
| ДЕ 60 – 27            | 51 – 68               | 51 068.5              | 1178/1967       | Бракуван 2002 г.                                                                              |
| ДЕ 60 – 32            | 51 – 69               | 51 069.3              | 1278/1968       | Бракуван 1990 г.                                                                              |
| ДЕ 60 – 33            | 51 – 70               | 51 070.1              | 1279/1968       | Бракуван 1994 г.                                                                              |
| ДЕ 60 – 34            | 51 – 71               | 51 071.9              | 1280/1968       | Бракуван 1990 г.                                                                              |
| ДЕ 60 – 35            | 51 – 72               | 51 072.7              | 1281/1968       | Бракуван 2010 г.                                                                              |
|                       | 51 – 108              |                       | ?               |                                                                                               |
| –                     | 51 – 109              | -                     | 1752/1973       | първо „Каолин“ АД – Сеново, продаден на Булмаркет ДМ                                          |
| –                     | 51 – 110              | 51 110.5              | 1629/1971       | Бракуван 1997 г.                                                                              |
| ?                     | 51 – 135              | 51 135.2              | ?               | „Камекс Комерс“ ЕООД                                                                          |
| –                     | 51 – 136              | 51 136.0              | 1753/1973       | Бракуван 1994 г.                                                                              |
| ДЕ 60 – 24            | 51 – 150              | 51 150.1              | 1175/1967       | Завод за хартия – Белово Продаден на „ТТЛ“ От 2012 г. с номер 98 52 0051 150 – 1              |
|                       | 51 – 152              | -                     | ?               | „Каолин“ АД – Сеново, нарязан                                                                 |
|                       | 51 – 158              | –                     | ?               | МК „Кремиковци“, бракуван след катастрофа 1987 г.                                             |
|                       | 51 – 165              | 51 165.9              | ?               | първо „Каолин“ АД – Сеново, продаден на Булмаркет ДМ                                          |
|                       | 51 – 166              | 51 166.7              | 1071/1966       | първо ТЕЦ „Варна“, след това Булмаркет ДМ, после „Камекс Комерс“ ЕООД                         |
| ?                     | 51 – 170              | 51 170.9              | ?               | „Камекс Комерс“ ЕООД                                                                          |
| ДЕ 60 – 23            | 51 – 172              | 51 172.5              | 1174/1967       | На ЛВЗ-Русе 1968 г. Бракуван 1997 г.                                                          |
| ДЕ 60 – 28            | 51 – 175              | 51 175.8              | 1179/1967       | първо „Бимас“-Русе, след това на ТЕЦ-Варна, после на „ТТЛ“. От 2012 г. с № 98 52 0051 175 – 8 |
|                       | ?                     | -                     | ?               | „Каолин“ АД – Сеново, нарязан                                                                 |
| ?                     | 51 – 178              |                       | 1035/1965       | „ТЕЦ“ – Перник                                                                                |
| ДЕ 60 – 22            | ?                     |                       | 1173/1967       |                                                                                               |
| ДЕ 60 – 25            | ?                     |                       | 1176/1967       |                                                                                               |
| ДЕ 60 – 26            | ?                     |                       | 1177/1967       |                                                                                               |

## В другите железопътни администрации

### В Унгария
Между 1954 и 1976 г. са произведени общо 926 броя. Около 200 броя от тях са закупени от промишлени предприятия и линията „GySEV“. В Унгария са означени със серия М44.
Някои от локомотивите са все още в експлоатация в Полша, бивша Югославия Босна), бившия СССР (прибалтийските републики), КНДР и България.
Част от машините (около 40 броя) на разположение в MAV преминават през модернизация, удължаваща експлоатационния им живот.

### В GySEV
Това е австро-унгарска железопътна линия с отделна администрация (на унгарски: Győr-Sopron-Ebenfurti Vasút – GYSEV; на немски: Raab-Oedenburg-Ebenfurther Eisenbahn – ROeEE). От 2008 г. името и е променено на Raaberbahn. За нейните нужди в периода 1957 – 1974 г. са доставени 15 броя от DVM-2. Първоначалното им означение е серия 448 301 до 315, а след замяната на двигателят им са със серия и номер М44 301 – 314, а един е означен 4044 001.

### В СССР
През 50-те години на двадесети век в СССР започва замяна на парната тяга с дизелова и електрическа. Тъй като по това време местното производство на дизел-електрически локомотиви в СССР е в самото си начало се внасят 310 броя в периода 1958 – 1965 г., производство на „Ганц-Маваг“. Те са със заводско означение DVM-4 (преработен DVM-2) на междурелсие 1520 mm. Получават серия ВМЭ1. Извадени са от експлоатация в периода 1975 – 1985 г. поради слаби тракционни възможности.

### В КНДР
14 броя, еднакви с доставените за СССР са доставени през 1964 г. Носят номера 150 – 164. Най-малко четири от тях са били преустроени в електрически за 3000 V напрежение прав ток. Отстранен е дизеловият двигател и е добавен пантограф. След това повечето са запазили номерата си, но поне един от тях е преномериран с 001. Не е известно колко от тях са в експлоатация.

### В Чехословакия
През 1957 г. са закупени 5 броя, еднакви с БДЖ серия 51, дадена им е серия Т 455.0. Използвани са до 1968 г., след което са бракувани.

### в Полша
Първите 10 машини са внесени през 1958 г. – 1959 г. от модификацията DVM2-2. Първоначалното им означение Lwe58, а от 1960 г. е SM40. След 1961 г. са доставени следващите партиди (общо 264 единици), но вече с леки преработки (модификация DVM2-10) и е образувана нова серия SM41. Основната разлика между двете серии е по-опростеното управление. Външно нямат никакви разлики. Локомотиви от тази серия са използвани и за обслужване на индустриални клонове и промишлени предприятия.